# New Waltham
New Waltham est une paroisse civile et un village du Lincolnshire, en Angleterre.